# Hlivištia
Hlivištia este o comună slovacă, aflată în districtul Sobrance din regiunea Košice. Localitatea se află la altitudinea de 262 m deasupra n.m., se întinde pe o suprafață de 20,21 km2 și în 2017 număra 370 de locuitori.

## Istoric
Localitatea Hlivištia este atestată documentar din 1413.

## Demografie
| An:                | 1994 | 2004    | 2014   | 2024   |
| ------------------ | ---- | ------- | ------ | ------ |
| Număr de persoane: | 432  | 376     | 385    | 355    |
| Diferență:         |      | −12,96% | +2,39% | −7,79% |

| An:                | 2023 | 2024   |
| ------------------ | ---- | ------ |
| Număr de persoane: | 358  | 355    |
| Diferență:         |      | −0,83% |